# Dickinson (Familienname)
Dickinson ist ein englischer Familienname. In seltenen Fällen auch ein Vorname.

## Namensträger

### A
- Adam Dickinson (* 1986), britischer Fußballspieler
- Alasdair Dickinson (* 1983), schottischer Rugby-Union-Spieler
- Angie Dickinson (* 1931), US-amerikanische Schauspielerin
- Anna Elizabeth Dickinson (1842–1932), Frauenrechtlerin, Rednerin und Autorin
- Anson Dickinson (1779–1852), US-amerikanischer Maler
- Arthur Dickinson (1851–1930), englischer Fußballtrainer
- Austin Dickinson (* 1990), britischer Metal-Sänger

### B
- Basil Dickinson (1915–2013), australischer Weit- und Dreispringer
- Brian Dickinson (* 1961), kanadischer Jazzmusiker
- Bruce Dickinson (* 1958), britischer Metal-Sänger (Iron Maiden)

### C
- Carl Dickinson (* 1987), englischer Fußballspieler
- Charles M. Dickinson (1842–1924), US-amerikanischer Rechtsanwalt, Zeitungsverleger, Diplomat
- Clarence Dickinson (1873–1969), US-amerikanischer Organist, Komponist und Musikpädagoge
- Clement C. Dickinson (1849–1938), US-amerikanischer Politiker
- Colin Dickinson (1931–2006), neuseeländischer Radrennfahrer

### D
- Daniel Dickinson (* 1795; † nach 1866), US-amerikanischer Miniaturmaler und Porträtkünstler
- Daniel S. Dickinson (1800–1866), US-amerikanischer Politiker
- David Dickinson (Unternehmer) (* 1941), englischer Antiquitäten-Unternehmer und Fernsehmoderator
- David W. Dickinson (1808–1845), US-amerikanischer Politiker
- Desmond Dickinson (1902–1986), britischer Kameramann und Regisseur
- Donald M. Dickinson (1846–1917), US-amerikanischer Politiker
- Don Dickinson (* 1947), kanadischer Schriftsteller und Lehrer

### E
- Edward Dickinson (Politiker) (1803–1874), US-amerikanischer Politiker
- Edward C. Dickinson (* 1938), bermudischer Ornithologe
- Edward F. Dickinson (1829–1891), US-amerikanischer Politiker
- Eleanor Dickinson (* 1998), britische Radsportlerin
- Emily Dickinson (1830–1886), US-amerikanische Dichterin

### G
- Goldsworthy Lowes Dickinson (1862–1932), britischer Historiker, Politikwissenschafter und Philosoph

### H
- Harris Dickinson (* 1996), britischer Film- und Theaterschauspieler
- Heinrich Ludwig William Gabriel Dickinson (1862–1942), deutscher Schriftsteller und Übersetzer, siehe Bodo Wildberg

### I
- Ian T. Dickinson, deutscher Schauspieler

### J
- Jacob McGavock Dickinson (1851–1928), US-amerikanischer Politiker
- James Charles Dickinson (* 1999), US-amerikanischer Webvideoproduzent und Makeup-Artist, siehe James Charles (Webvideoproduzent)
- James Shelton Dickinson (1818–1882), US-amerikanischer Jurist und Politiker
- Janice Dickinson (* 1955), US-amerikanisches Model, Schauspielerin, Fotografin und Schriftstellerin
- Jason Dickinson (* 1995), kanadischer Eishockeyspieler
- Jim Dickinson (1941–2009), US-amerikanischer Musikproduzent, Musiker, Sänger und Songwriter
- Jimmy Dickinson (1925–1982), englischer Fußballspieler und -trainer
- John Dickinson (Politiker) (1732–1808), US-amerikanischer Politiker
- John Dickinson (Erfinder) (1782–1869), britischer Erfinder und Unternehmer
- John Dickinson (Schriftsteller) (* 1962), britischer Schriftsteller
- John D. Dickinson (1767–1841), US-amerikanischer Politiker
- John K. Dickinson (1918–2010), amerikanischer Soziologe
- Joshua C. Dickinson, Jr. (1916–2009), US-amerikanischer Ornithologe und Museumsdirektor

### K
- Kelsey Dickinson (* 1994), US-amerikanische Biathletin

### L
- Leo Dickinson (* 1946), britischer Filmregisseur und Kameramann, Abenteurer
- Lester J. Dickinson (1873–1968), US-amerikanischer Politiker
- Lowes Cato Dickinson (1819–1908), britischer Porträtmaler
- Luren Dickinson (1859–1943), US-amerikanischer Politiker
- Luther Dickinson (* 1973), US-amerikanischer Blues- und Rockmusiker und Produzent

### M
- Mary Norris Dickinson (1740–1803),  britisch-amerikanische Land- und Immobilienbesitzerin

### P
- Patric Dickinson (* 1950), englischer Jurist, Genealoge und Heraldiker
- Peter Dickinson (Architekt) (1925–1961), britisch-kanadischer Architekt
- Peter Dickinson (Schriftsteller) (1927–2015), britischer Schriftsteller
- Peter Dickinson (Musiker) (1934–2023), britischer Komponist, Pianist und Musikkritiker
- Peter Dickinson (Ruderer), australischer Ruderer
- Peter Dickinson (Philologe) (* 1968), kanadischer Anglist
- Philemon Dickinson (1739–1809), US-amerikanischer Politiker
- Preston Dickinson (1889–1930), US-amerikanischer Maler

### R
- Robert E. Dickinson (* 1940), US-amerikanischer Klimaforscher
- Rodolphus Dickinson (1797–1849), US-amerikanischer Politiker
- Roscoe G. Dickinson (1894–1945), US-amerikanischer Chemiker

### S
- Samuel Dickinson (* 1997), britischer Triathlet
- Sandra Dickinson (* 1948), US-amerikanische Schauspielerin
- Stuart Dickinson (* 1968), australischer Rugby-Union-Schiedsrichter

### T
- Thorold Dickinson (1903–1984), britischer Regisseur von Spiel- und Dokumentarfilmen

### W
- Willoughby Dickinson, 1. Baron Dickinson (1859–1943), britischer Politiker (Liberal Party)
- William Howship Dickinson (1832–1913), englischer Arzt und Sachbuchautor
- William Louis Dickinson (1925–2008), US-amerikanischer Politiker
- William R. Dickinson (1931–2015), US-amerikanischer Geologe